# 李蕾
李蕾（1974年10月9日—）是中华人民共和国退役女子标枪运动员。
她在1995和1998年亚洲锦标赛上夺金，在1996年奥运会、1998年国际田联世界杯和2000年奥运会分别得第八、第六和第十一。
她代表家乡北京参加1997年中华人民共和国全国运动会，列第三。

## 战绩
| 年        | 賽事       | 舉辦城市         | 名次      | 記錄      |
| 代表 中国 | 代表 中国  | 代表 中国        | 代表 中国 | 代表 中国 |
| --------- | ---------- | ---------------- | --------- | --------- |
| 1995      | 亚洲锦标赛 | 印度尼西亚雅加达 | 第1名     | 60.48 m   |
| 1996      | 奥运会     | 美国亚特兰大     | 第8名     | 60.74 m   |
| 1997      | 东亚运动会 | 韩国釜山         | 第1名     | 56.92 m   |
| 1998      | 亚洲锦标赛 | 日本福冈         | 第1名     | 60.12 m   |
| 1998      | 世界杯     | 南非约翰内斯堡   | 第6名     | 59.45 m1  |
| 1998      | 亚洲运动会 | 泰国曼谷         | 第4名     | 56.12 m   |
| 2000      | 奥运会     | 澳大利亚悉尼     | 第11名    | 56.83 m   |

## 外部連結
- 李蕾在World Athletics（英语）
- 李蕾在Olympedia（英语）